# Nicole Vaidišová
Nicole Vaidišová (phát âm tiếng Séc: [ˈnɪkol ˈvajɟɪʃovaː]; sinh ngày 23 tháng 4 năm 1989) là một vận động viên tennis chuyên nghiệp đã giải nghệ người Cộng hòa Séc.
Vaidišová đã vào bán kết Úc Mở rộng năm 2007 và Pháp Mở rộng năm 2006, tứ kết của Wimbledon Championships vào các năm 2007 và 2008.
Thứ hạng cao nhất mà cô đạt được là hạng 7 thế giới
Vaidišová được huấn luyện bởi David Felgate. Từ tháng 3 năm 2009, cô được huấn luyện bởi cha dượng của mình là ông Ales Kodat. Đến cuối năm 2009, cô thuê huấn luyện viên Eric van Harpen.
Vaidišová giải nghệ vào năm 2010 với lý do " thiếu quan tâm đến tennis ", khi đó cô được xếp hạng 177 thế giới. Lúc đó cô mới 21 tuổi.

## Cuộc sống cá nhân
Nicole Vaidišová chơi quần vợt từ năm 6 tuổi, là học viên của học viện quần vợt Bradenton, Florida, Hoa Kỳ. Khả năng giao bóng mạnh là một thứ vũ khí lợi hại của cô. Tháng 9 năm 2006, cô trở thành vận động viên trẻ thứ 12 ở trong top 10 bảng xếp hạng WTA.

## Sự nghiệp

### 2004
Vaidišová thắng danh hiệu thứ hai trong sự nghiệp tại Tashkent, vượt qua Virginie Razzano trong trận chung kết. Ngày 18 tháng 10, cô lọt vào top 100, đứng thứ 74 thế giới và là tay vợt trẻ nhất trong top 100 tay vợt nữ vào thời điểm đó.
Sau đó, Vaidišová vào đến tứ kết của giải tại Tokyo, Nhật Bản. Tại Mỹ Mở rộng, cô thua tại vòng 1 trước đương kim vô địch cũng như tay vợt số 1 thế giới là Justine Henin-Hardenne.

### 2005–2007

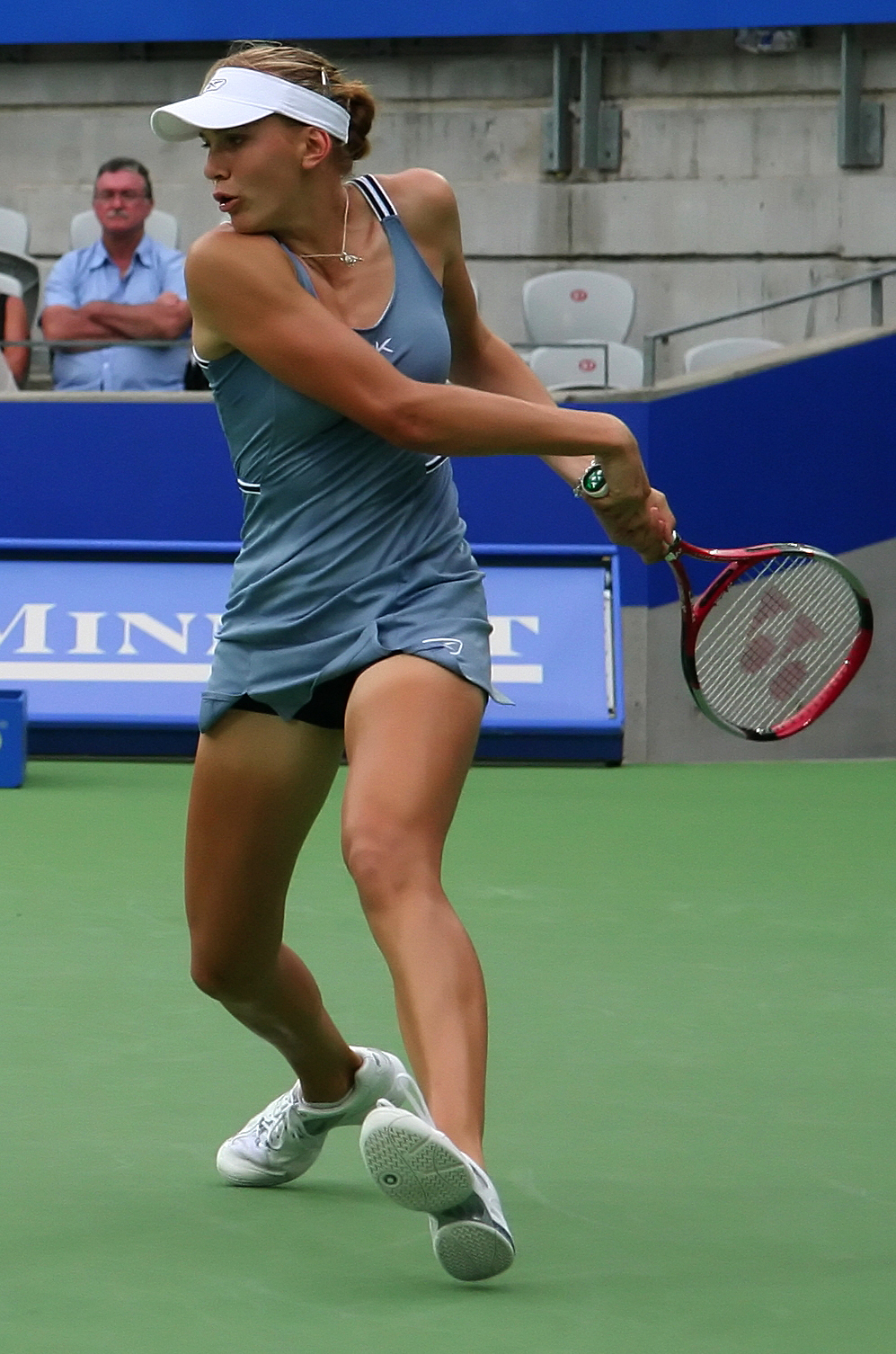
Vaidišová – 2006 Medibank International

Vào tháng 1, Vaidišová có trận thắng tại một giải grand slam đầu tiên tại Úc Mở rộng, vượt qua Casey Dellacqua, tuy nhiên cô lại thua tại vòng 3 trước hạt giống số 1 Lindsay Davenport.
Tháng 4–2005, cô lọt vào top 50, đứng hạng 47 thế giới. Cô vào tứ kết Family Circle Cup. Tại Pháp Mở rộng năm 2005, cô có trận thắng đầu tiên trước 1 tay vợt trong top 10, trước đương kim vô địch Anastasia Myskina sau đó thua trước Patty Schnyder tại tứ kết. Cô ở top 40 thế giới, đứng hạng 34 vào ngày 18 tháng 4. Tháng 5, cô lọt vào chung kết giải tại Istanbul, thua trước Venus Williams.
Tại Mỹ Mở rộng, Vaidišová có thành tích tốt nhất tại Mỹ Mở rộng là lọt tới vòng 4, lần này cô thua trước Nadia Petrova. Sau đó cô có 2 danh hiệu WTA liên tiếp tại Seoul, (Hàn Quốc), thắng Jelena Janković và tại Tokyo, Nhật Bản, thắng Tatiana Golovin khi tay vợt này bỏ cuộc. Sau đó, cô vào top 20, đứng hạng 18.